# Rudolf Mangold
Rudolf Mangold (* 27. September 1882; † nach 1970) war ein deutscher Verwaltungsbeamter.

## Leben
Rudolf Mangold studierte Rechtswissenschaften an der Ruprecht-Karls-Universität Heidelberg. 1901 wurde er Mitglied des Corps Vandalia Heidelberg. Nach dem Studium und dem Gerichtsreferendariat von 1904 bis 1906 trat er in den preußischen Staatsdienst ein. Das Regierungsreferendariat absolvierte er bei der Regierung in Merseburg und bei der Regierung in Hannover, wo er 1908 das Regierungsassessor-Examen ablegte. Von 1916 bis 1920 war er Landrat des Landkreises Schleusingen. Anschließend war er zunächst kommissarischer Mitarbeiter im Reichsinnenministerium und beim Reichskommissar für die Überwachung der öffentlichen Ordnung und in der Folge Regierungsrat und Referent in den Abteilungen I (Politik und Verfassung) und VII (Sicherheit und Ordnung) im Reichsinnenministerium. 1922 wurde er zum Direktor im Reichspensionsamt für die ehemalige Wehrmacht ernannt. 1924 wurde er in den einstweiligen Ruhestand versetzt und wechselte als Syndikus zum Wirtschaftsverband "Mitteldeutschland". Als Landrat a. D. und Syndikus a. D. lebte er weiterhin in Halle (Saale).

## Schriften
- Kommentar des Gesetzes zum Schutze der Republik, 1922